# Southern Weather
Southern Weather es el álbum debut del exbaterista de Underoath Aaron Gillespie, lanzado el 3 de abril de 2007. Sin embargo la canción Southern weather tuvo un temprano debut en la película Barnyard en 2006, apareciendo en la banda sonora. El disco es parecido al álbum debut de la banda de post grunge Foo Fighters (Foo Fighters). Gillespie grabó el disco tocando todos los instrumentos igual que el vocalista de la banda Dave Grohl y después se formó la banda.

## Listado de canciones
| N.º | Título                            | Duración |  |
| 1.  | «Say This Sooner»                 | 3:14     |  |
| 2.  | «Drive There Now!»                | 3:11     |  |
| 3.  | «Dirty And Left Out»              | 3:42     |  |
| 4.  | «I Mostly Copy Other People»      | 3:22     |  |
| 5.  | «Southern Weather»                | 3:28     |  |
| 6.  | «Stop It!»                        | 3:36     |  |
| 7.  | «Amazing, Because It Is»          | 4:24     |  |
| 8.  | «Everyone Here Smells Like A Rat» | 3:18     |  |
| 9.  | «Never Say "I Told You So"»       | 2:59     |  |
| 10. | «Call Back When I'm Honest»       | 3:24     |  |
| 11. | «Everything That Makes Me Sick»   | 3:31     |  |

En los bonutracks de Itunes se lanzó Hold On y Say This Sooner en versión acústica.

## Personal
- Aaron Gillespie - voz, guitarras, batería, instrumentos de percusión, teclados, bajo
- Aaron Sprinkle - voz (en Never Say I Told You So), guitarra rítmica, teclados
- Kevin Suggs - pedal steel guitar
- Matt Slocum - trompa
- John Painter - chelo
- The Youth Group at Calvary Fellowship - coro (en Amazing Because It Is)
- Kenny Vasoli - voz (en I Mostly Copy Other People, bajo (en I Mostly Copy Other People y Southern Weather)
- Jeremy Enigk - voz (en Dirty and Left Out)

- Datos: Q7570624